# طبقة أحادية

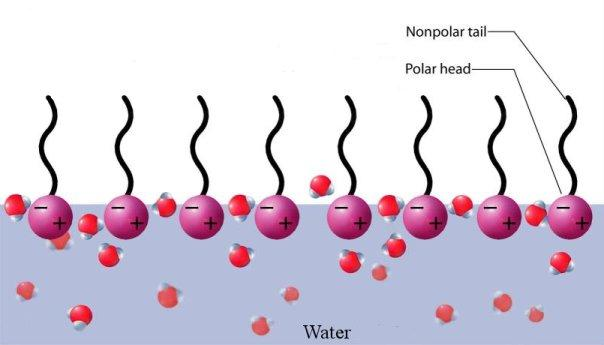

الطبقة الأحادية (بالإنجليزية: Monolayer)‏ (طبقة أحادية الجزيء) تتكون في الواجهات المائية بواسطة المركبات ذات الخاصة الأمفيلية مثل الأحماض الدهنية والفوسفوليبيدات. الطبقة الأحادية هي واحدة من نماذج التركيب المبكرة لحوالي نصف الوريقة ثنائية الطبقات. (1) تتموضع الجزيئات الأمفيلية على الواجهة مع المجموعة الوظيفية القطبية الموجودة داخل الطور المائي. طبقات الليبيدات الأحادية تكون لها خواص فيزيائية تتماشى مع نفس خصائص هذه المواد بكميات كبيرة. (2) لذا تم ملاحظة طبقات أحادية في حالات غازية وشبه سائلة وبين الاثنان، مع طاقات بنفس القوة كما في أنظمة المقارنة بكميات كبيرة. (3) لم يلاحظ طبقات أحادية بلورية على الماء بالرغم من وجود تقارير على تكون أفلام عالية اللزوجة.
هناك طريقتين أساسيتين لتكوين طبقات أحادية على الماء، كل واحدة توفر منظور مختلف للخصائص الثرمودينامكية للأفلام على الماء. للمواد الذائبة في الماء، يدمص المذاب النشط-سطحيا على الواجهة، ويحدث اتزان بين السطح وباقي المحلول. توفر هذه المقاربة طريقة لتحليل امتصاص المواد الأمفيلية على الواجهات المائية. يمكن الحصول على طاقة الادمصاص الحرة من قانون جيبز للإدمصاص ثابت الحرارة، والذي يعمل علاقة بين التوتر السطحي المقاس g(mN/m) مع تركيز المذاب النشط-سطحيا C بحيث يكون dg = –RTGd LnC; ال‍G تمثل تركيز المذاب في السطح (moles/cm2) وال‍R هو ثابت الغاز وال‍T هي الحرارة المطلقة. ينخفض التوتر السطحي كلما زاد ادمصاص المذاب؛ أقصى انخفاض يمكن الحصول عليه يكون من محاليل المذاب المشبعة.
الطريقة الثانية لتكوين الطبقات الأحادية تطبق في المواد شحيحة الذوبان في الماء. تتم إذابة المادة المكونة للفيلم في مذيب عضوي متطاير، ويوضع محلول مخفف في السطح؛ يتبخر المذيب تاركًا طبقة أحادية من المادة على الواجهة. تعتبر الأفلام التي تتكون غير ذائبة ولكن في الحقيقة يذوب جزء من المادة في منطقة رفيعة (~100 ميكروميتر) غير مقلبة تكون تحت الواجهة، والتي تنتشر ببطء في باقي الطور المائي. كمية المادة التي تذوب محكومة بقانون جيبز للإدمصاص ثابت الحرارة. وبما أن المادة شحيحة الذوبان في الماء فأن كمية الليبيد التي تذوب تكون بسيطة جدا مقارنة بالكمية التي وضعت في البداية، لذلك فأن الفيلم يسلك سلوك كأنه غير ذائب. (3) بشكل عام، يعدل تركيز الليبيد في السطح بواسطة عوائق متحركة تستخدم لزيادة أو إنقاص المساحة المحصور فيها الفيلم. ضغط السطح p هو النقص في التوتر السطحي للسطح بدون الفيلم g0 ويحسب بواسطة p = g0 – g حيث ال‍g هو التوتر السطحي بالفيلم. ميزان الفيلم هو جهاز يجمع ما بين جهاز قياس التوتر السطحي ومنخفضة trough يمكن تعديل مساحة سطحها وبالتالي فأن المساحة/مول لليبيد تساوي (A = G−1). (4)
توفر العلاقة p–A المأخوذة مع ميزان الفيلم أسس تجريبية نظامية لتقييم الخواص الثرموديناميكية للأفلام، وذلك يتضمن حراريات تحولات الأطوار وتكون المخاليط مع مكونات ليبيدات بسيطة. (3) خصائص الأفلام غير الذائبة تكون مستمرة مع تلك المأخوذة من مركبات نشطة سطحيا بشرط عدم تعدي الإنقاص في التوتر السطحي للمحلول المشبع من المادة. عادة ما تكون طبقات الليبيد الأحادية غير الذائبة فوق-مضغوطة لضغوطات سطح تتعدى قيم المحلول المشبع من الليبيد. هذه الأفلام تكون شبه مستقرة وتتكون عادة من الليبيدات التي تحتوي سلاسل هيدروكربونية مشبعة أليفاتية من 14 ذرة كربون أو أكثر.